# Adelina Sems
Adelina Jerbolowna Sems (kasachisch und russisch Аделина Ерболовна Земс engl. Transkription Adelina Zems; * 25. Dezember 1998 in Qaraghandy als Adelina Achmetowa russisch Ахметова) ist eine kasachische Hürdenläuferin, die sich auf die 400-Meter-Distanz spezialisiert.

## Sportliche Laufbahn
Erste Erfahrungen bei internationalen Meisterschaften sammelte Adelina Sems bei den Jugendasienmeisterschaften 2015 in Doha, bei denen sie in 63,27 s die Bronzemedaille über 400 Meter Hürden und in 2:17,72 min die Silbermedaille mit der gemischten Staffel (1000 Meter) hinter China gewann. Daraufhin nahm sie an den Jugendweltmeisterschaften in Cali teil und schied dort mit 65,79 s in der ersten Runde aus. Im Jahr darauf wurde sie bei den Juniorenasienmeisterschaften in der Ho-Chi-Minh-Stadt Achte im Hürdenlauf und Vierte mit der kasachischen 4-mal-400-Meter-Staffel. Sie qualifizierte sich auch für die U20-Weltmeisterschaften in Bydgoszcz, bei denen sie aber mit 62,26 s in der ersten Runde aus. Bei den Asienmeisterschaften 2017 in Bhubaneswar erreichte sie in 61,60 s Rang acht und kam mit der Staffel auf Platz vier. 2018 nahm sie mit der Staffel an den Hallenasienmeisterschaften in Teheran teil und siegte dort in 3:41,67 min. Damit qualifizierte sich die Staffel für die Hallenweltmeisterschaften in Birmingham, bei denen sie mit 3:40,54 min im Vorlauf ausschied. Ende August folgte bei den Asienspielen in Jakarta das Erstrundenaus im Hürdenlauf in 60,08 s.
Bei den Asienmeisterschaften 2019 in Doha belegte sie mit neuer Bestleistung von 57,92 s den fünften Platz. Im Juli nahm sie erstmals an der Sommer-Universiade in Neapel teil und schied dort mit 61,97 s im Vorlauf aus. 2023 schied sie bei den Hallenasienmeisterschaften in Astana mit 55,89 s in der Vorrunde über 400 Meter aus und siegte mit der Staffel in 3:44,21 min gemeinsam mit Alexandra Saljubowskaja, Kristina Korjagina und Elina Michina. Im Juli belegte sie bei den Freiluftmeisterschaften in Bangkok in 57,91 s den vierten Platz über 400 m Hürden und gelangte mit der Mixed-Staffel mit 3:27,84 min auf Rang sieben. Anschließend schied sie bei den World University Games in Chengdu mit 58,08 s im Semifinale aus. Im Oktober gewann sie bei den Asienspielen in Hangzhou in 3:24,85 min gemeinsam mit Jefim Tarassow, Dmitri Koblow und Alexandra Saljubowskaja in der Mixed-Staffel hinter den Teams aus Bahrain und Indien. Zudem belegte sie in 60,27 s den achten Platz über 400 m Hürden. Im Jahr darauf siegte sie bei den Hallenasienmeisterschaften in Teheran in 3:41,08 min zum dritten Mal in Folge in der 4-mal-400-Meter-Staffel und 2025 belegte sie bei den Asienmeisterschaften in Gumi in 56,73 s den fünften Platz über 400 m Hürden.
2016 wurde Sems Kasachische Meisterin mit der 4-mal-400-Meter-Staffel sowie 2018 und 2021 und 2022 und 2024 im 400-Meter-Hürdenlauf. Zudem wurde sie 2019 und 2022 Hallenmeisterin im 400-Meter-Lauf sowie 2022 in der 4-mal-200- und 400-Meter-Staffel.

## Persönliche Bestzeiten
- 400 Meter: 56,39 s, 1. Mai 2017 in Almaty
  - 400 Meter (Halle): 55,21 s, 26. Januar 2023 in Astana
- 400 m Hürden: 56,73 s, 31. Mai 2025 in Gumi